# ویلیام اچ
ویلیام اچ (انگلیسی: William H.؛ زاده ۲۷ دسامبر ۱۹۶۶) یک کارگردان پورنوگرافی است.